# 펠렐리우 전투
펠렐리우 전투(Battle of Peleliu)는 1944년 9월부터 11월까지 팔라우 펠렐리우섬에서 벌어진 미군과 일본군의 전투이다. 태평양 전쟁의 대표적인 격전으로 꼽힌다. 마리아나·팔라우 제도 전역의 하나였다.

## 개요
미군 사령관은 4일 안에 섬을 탈환하겠다고 예측했지만, 실제 전투는 두달 이상을 끌었다. 미군 4만7천여명과 일본군 1만3천여명이 투입됐다. 미군 피해는 사망 1천500명, 부상 6천여명이었고, 일본군 피해는 사망 1만명, 체포 202명이었다.

## 기타
- 대일항쟁기 강제동원 피해조사 및 국외 강제동원 희생자 등 지원위원회는 2012년 조사에서 팔라우제도에 강제동원된 조선인 노무자 중 절반 가량이 질병과 굶주림으로 현지에서 숨졌다는 조사결과를 내놓았다.[1]

## 같이 보기
- 퍼시픽 (TV 미니시리즈)